# 第58届格莱美奖
第58届格莱美奖（英語：The 58th Annual Grammy Awards）颁奖典礼于2016年2月15日晚在美国加利福尼亚州洛杉矶斯台普斯中心举办，颁奖典礼由CBS现场直播。奖项由美国国家录音艺术科学学院主办，奖励前一年内发行的优秀音乐作品以及有突出成就的艺人。本届格莱美奖中的作品须在2014年10月1日至2015年9月30日之间发行方可获得报名资格。本届格莱美奖的举办日期是2003年以来最晚的一次，也是首次在周一晚举行。这一日期是2016年的总统日假期，也是连续三天休息日的最后一日，格莱美奖选定在这一天举办是希望能在假期末吸引到更多观众。本届格莱美奖的颁奖典礼继续由LL Cool J主持，这也是他连续第五年主持格莱美奖颁奖典礼。同时，本届格莱美奖打破以往在美国西海岸太平洋时区延后直播的惯例，首次在全美国不同时区内同步直播。本届颁奖典礼吸引了2495万观众收看，这一收视数据是2009年以来的最低点。
本届奖项的最终提名于2015年12月7日公布，其中最重要的四大一般类奖项在CBS的晨间直播节目中公布，全部83个奖项的提名则随后在格莱美奖的官方网站上公布。其中肯德里克·拉马尔获得11项提名，成为本届格莱美奖中获提名最多的歌手，泰勒·斯威夫特和威肯各自获得7项提名位居其次。马克斯·马丁获得5项提名紧随其后，他也是本届格莱美奖中获提名最多的非表演艺人。肯德里克·拉马尔的11项提名中有5项获奖，使他成为当晚获奖最多的艺人。泰勒·斯威夫特和阿拉巴馬雪克樂團分别获得3项大奖位居其次。
本届颁奖典礼的直播过程中多次出现音响故障，山姆·亨特、凯莉·安德伍德和阿黛尔等人的现场表演都受到了不同程度的影响，引发了观众的批评和不满。CBS提供的网络直播也故障频发，常常接受不到信号。直播时的广告时间中，格温·史蒂芬妮在颁奖现场演唱了《Make Me Like You》，同时将表演过程拍摄成了音乐录影带并在直播中播放，成为历史上的首次。肯德里克·拉马尔的表演被认为是当晚最出色的表演，而此前关注度甚高的阿黛尔的表演则因音响故障而效果不如预期。Lady Gaga致敬大卫·鲍伊的表演长达6分钟，演唱了10首鲍伊的经典作品，也被认为是当晚的亮点之一。
MusiCares年度人物于格莱美颁奖前两天的2月13日颁发给莱昂纳尔·里奇，这项奖项作为“格莱美周”的一部分，与格莱美奖同样由美国国立录音艺术科学学院颁发。

## 现场表演
| 艺人                                                                    | 表演歌曲 |
| ----------------------------------------------------------------------- | --- |
| 泰勒·斯威夫特                                                           | Out of the Woods                                                                                                   |
| 山姆·亨特 凯莉·安德伍德                                                 | Take Your Time Heartbeat                                                                                           |
| The Weeknd                                                              | Can't Feel My Face In the Night                                                                                    |
| 安德拉·黛 艾丽·高登                                                     | Rise Up Love Me Like You Do                                                                                        |
| 约翰·传奇 黛米·洛瓦托 卢克·布莱恩 梅根·崔娜 泰瑞斯·吉布森 莱昂纳尔·里奇 | 致敬莱昂纳尔·里奇： Easy Hello Penny Lover You Are Brick House All Night Long (All Night)                          |
| 小大城                                                                  | Girl Crush |
| 史提夫·汪达 Pentatonix                                                  | 追忆莫里斯·怀特： That's the Way of the World                                                                      |
| 老鹰乐队 伯尼·利登 杰克逊·布朗                                          | 追忆格林·佛萊： Take It Easy                                                                                       |
| 托莉·凯利 詹姆斯·贝                                                     | Hollow Let It Go                                                                                                   |
| 《汉密尔顿》剧组                                                        | Alexander Hamilton （在百老汇理查德·罗杰斯剧院现场直播表演）                                                       |
| 肯德里克·拉马尔                                                         | The Blacker the Berry Alright                                                                                      |
| 马吉尔 格雷格·菲林根斯                                                  | 追忆迈克尔·杰克逊： She's Out of My Life                                                                           |
| 阿黛尔                                                                  | All I Ask |
| 贾斯汀·比伯 迪波洛 史奇雷克斯                                           | Love Yourself Where Are Ü Now                                                                                      |
| Lady Gaga 奈尔·罗杰斯                                                   | 追忆大卫·鲍伊： Space Oddity Changes Ziggy Stardust Suffragette City Rebel Rebel Fashion Fame Let's Dance "Heroes" |
| 克里斯·特普爾頓 小加里·克拉克 邦妮·瑞特                                 | 追忆B·B·金： The Thrill Is Gone                                                                                    |
| 阿拉巴馬雪克樂團                                                        | Don't Wanna Fight                                                                                                  |
| 好莱坞吸血鬼乐队                                                        | 追忆莱米： Ace of Spades                                                                                           |
| 乔伊·亚历山大                                                           | 钢琴独奏 |
| 嘻哈斗牛梗 罗宾·西克 特拉维斯·巴克                                      | El Taxi Bad Man |

蕾哈娜原定将在颁奖典礼上表演《Kiss It Better》，但在颁奖当天彩排结束后因支气管炎病情严重，根据医生建议被迫临时取消表演。

## 出场嘉宾
以下为颁奖典礼现场出场颁奖及介绍表演艺人的嘉宾：
- 艾斯·库伯与小欧西亚·杰克逊 - 颁发“最佳饶舌专辑”
- 安坎·博尔丁（英语：Anquan Boldin）与冯·米勒（英语：Von Miller） - 介绍山姆·亨特（英语：Sam Hunt (musician)）和凯莉·安德伍德出场表演
- 爱莉安娜·格兰德 - 介绍威肯出场表演
- 赛琳娜·戈麦斯 - 介绍安德拉·黛和艾丽·高登出场表演
- 卡姆（英语：Cam (singer)）与蓋瑞·辛尼茲颁发“最佳乡村专辑”
- 詹姆斯·柯登与LL Cool J - 介绍约翰·传奇、黛米·洛瓦托、卢克·布莱恩、梅根·崔娜和泰瑞斯·吉布森出场表演
- 瑞安·西克雷斯特 - 介绍小大城（英语：Little Big Town）出场表演
- Pentatonix与史提夫·汪达 - 颁发“年度歌曲”
- 安娜·肯德里克 - 介绍詹姆斯·贝和托莉·凯利出场表演
- 史蒂芬·科拜尔 - 在百老汇介绍《汉密尔顿》剧组出场表演
- 唐·钱德尔 - 介绍肯德里克·拉马尔出场表演
- 塞思·麦克法兰 - 颁发“最佳音乐剧专辑”
- 马吉尔（英语：Miguel (singer)） - 颁发“最佳摇滚表演”
- 布鲁诺·马尔斯 - 介绍阿黛尔出场表演
- 凯莉·库柯 - 介绍贾斯汀·比伯、迪波洛和史奇雷克斯出场表演
- 山姆·史密斯 - 颁发“最佳新人”
- 艾德·希兰 - 介绍Lady Gaga
- 邦妮·瑞特 - 介绍克里斯·特普爾頓和小加里·克拉克（英语：Gary Clark Jr.）出场表演
- LL Cool J - 介绍阿拉巴馬雪克樂團（英语：Alabama Shakes）出场表演
- 戴夫·格罗尔 - 介绍好莱坞吸血鬼乐队（英语：Hollywood Vampires (band)）出场表演
- 凡夫俗子与尼尔·波特诺（英语：Neil Portnow） - 介绍乔伊·亚历山大（英语：Joey Alexander）出场表演，谈及音乐流媒体和美国国立录音艺术科学学院（英语：National Academy of Recording Arts and Sciences）的精神
- 地，風與火 - 颁发“年度专辑”
- 碧昂丝 - 颁发“年度制作”

## 奖项及提名
本届格莱美奖中仅有在2014年10月1日至2015年9月30日之间发行的作品拥有报名资格。最终的提名于2015年12月7日公布，其中四大一般类奖项在CBS的晨间直播节目中公布，全部83个奖项的完整提名名单则随后在格莱美奖的官方网站上公布。以下列出各项奖项的提名名单，粗体显示为获奖者：

### 一般类
年度制作
- 《Uptown Funk》 - 马克·朗森 feat. 布鲁诺·马尔斯
  - 制作人：Jeff Bhasker, 布鲁诺·马尔斯 & 马克·朗森；录音师/混音师：Josh Blair, Serban Ghenea, Wayne Gordon, John Hanes, Inaam Haq, Boo Mitchell, Charles Moniz & 马克·朗森；母带工程师：Tom Coyne
- 《Really Love》 - 狄安吉羅与先鋒樂團（英语：D'Angelo）
  - 制作人：狄安吉羅；录音师/混音师：Russell Elevado & Ben Kane；母带工程师：Dave Collins
- 《Thinking Out Loud》 - 紅髮艾德
  - 制作人：Jake Gosling；录音师/混音师：Jake Gosling, Mark 'Spike' Stent & Geoff Swan；母带工程师：Stuart Hawkes
- 《Blank Space》 - 泰勒·斯威夫特
  - 制作人：Max Martin & Shellback；录音师/混音师：Serban Ghenea, John Hanes, Sam Holland & Michael Ilbert；母带工程师：Tom Coyne
- 《Can't Feel My Face》 - The Weeknd
  - 制作人：Max Martin & Ali Payami；录音师/混音师：Serban Ghenea, John Hanes & Sam Holland；母带工程师： Tom Coyne

年度专辑
- 《1989》 - 泰勒·斯威夫特
  - 制作人：泰勒絲, Max Martin, Jack Antonoff, Nathan Chapman, 伊莫珍·希普, Mattman & Robin, Ali Payami, Shellback,  莱恩·泰德 & Noel Zancanella；录音师/混音师：Jack Antonoff, Mattias Bylund, Smith Carlson, Nathan Chapman, Serban Ghenea, John Hanes, 伊莫珍·希普, Sam Holland, Michael Ilbert, Brendan Morawski, Laura Sisk & 莱恩·泰德；母带工程师：Tom Coyne
- 《Sound & Color》 - 阿拉巴馬雪克樂團（英语：Alabama Shakes）
  - 制作人：阿拉巴馬雪克樂團 & Blake Mills；录音师/混音师：Shawn Everett；母带工程师：Bob Ludwig
- 《To Pimp a Butterfly》 - 肯德里克·拉马尔
  - 合作艺人：Bilal, George Clinton, James Fauntleroy, Ronald Isley, Rapsody, 史努比狗狗, Thundercat & Anna Wise；制作人：Taz Arnold, Boi-1Da, Ronald Colson, Larrance Dopson, Flying Lotus, Fredrik "Tommy Black" Halldin, Knxwledge, Koz, Lovedragon, Terrace Martin, Rahki, Sounwave, Tae Beast, Thundercat, Whoarei & 法瑞尔·威廉姆斯；录音师/混音师：Derek "Mixedbyali" Ali, Thomas Burns, James "The White Black Man" Hunt, 9th Wonder & Matt Schaeffer；母带工程师：Mike Bozzi
- 《鄉愁旅人》 - 克里斯·特普爾頓
  - 制作人：Dave Cobb & 克里斯·特普爾頓；录音师/混音师：Vance Powell；母带工程师：Pete Lyman
- 《Beauty Behind the Madness》 - The Weeknd
  - 合作艺人：拉娜·德雷, Labrinth & 艾德·希兰；制作人：Dannyboystyles, Ben Diehl, Labrinth, Mano, Max Martin, Stephan Moccio, Carlo Montagnese, Ali Payami, The Pope, Jason Quenneville, Peter Svensson, Abel Tesfaye & 坎耶·韦斯特；录音师/混音师：Jay Paul Bicknell, Mattias Bylund, Serban Ghenea, Noah Goldstein, John Hanes, Sam Holland, Jean Marie Horvat, Carlo Montagnese, Jason Quenneville & Dave Reitzas；母带工程师：Tom Coyne & Dave Kutch

年度歌曲
- 《Thinking Out Loud》
  - 词曲作者：紅髮艾德 & Amy Wadge （紅髮艾德演唱）
- 《Alright》
  - 词曲作者：肯德里克·达克沃斯, Mark Anthony Spears & 法瑞尔·威廉姆斯 （肯德里克·拉马尔演唱）
- 《Blank Space》 
  - 词曲作者：泰勒絲, Max Martin & Shellback（泰勒絲演唱）
- 《Girl Crush》
  - 词曲作者：Hillary Lindsey, Lori McKenna & Liz Rose （小大城（英语：Little Big Town）演唱）
- 《See You Again》
  - 词曲作者：Andrew Cedar, Justin Franks, 查理·普斯 & 卡梅伦·托马斯 （维兹·卡利法 feat. 查理·普斯演唱）

最佳新人
- 梅根·崔娜
- 考特妮·巴尼特（英语：Courtney Barnett）
- 詹姆斯·貝
- 山姆·亨特（英语：Sam Hunt (musician)）
- 托莉·凯利

### 流行类
最佳流行歌手
- 《Thinking Out Loud》 - 紅髮艾德
- 《Heartbeat Song》 - 凱莉·克萊森
- 《Love Me Like You Do》 - 艾丽·高登
- 《Blank Space》 - 泰勒·斯威夫特
- 《Can't Feel My Face》 - The Weeknd

最佳流行组合/团体表演
- 《Uptown Funk》 - 马克·朗森 feat. 布鲁诺·马尔斯
- 《Ship to Wreck》 - 芙蘿倫絲機進份子
- 《Sugar》 - 魔力红
- 《Bad Blood》 - 泰勒·斯威夫特 feat. 肯德里克·拉马尔
- 《See You Again》 - 维兹·卡利法 feat. 查理·普斯

最佳传统流行演唱专辑
- 《The Silver Lining: The Songs of Jerome Kern》 - 托尼·班内特 & 比尔·夏拉普（英语：Bill Charlap）
- 《Shadows In The Night》 - 鲍勃·迪伦
- 《Stages》 - 喬許·葛洛班
- 《No One Ever Tells You》 - 塞思·麦克法兰
- 《My Dream Duets》 - 巴瑞·曼尼洛（与群星）

最佳流行演唱专辑
- 《1989》 - 泰勒·斯威夫特
- 《Piece By Piece》 - 凱莉·克萊森
- 《How Big, How Blue, How Beautiful》 - 芙蘿倫絲機進份子
- 《Uptown Special》 - 马克·朗森
- 《Before This World》 - 詹姆士·泰勒

### 舞曲/电子音乐类
最佳舞曲唱片
- 《Where Are Ü Now》 - 史奇雷克斯 & 迪波洛与贾斯汀·比伯
  - 制作人：桑尼·摩尔 & 托马斯·朋兹；混音师：桑尼·摩尔 & 托马斯·朋兹
- 《We're All We Need》 - Above & Beyond（英语：Above & Beyond (band)） feat. 佐伊·约翰斯顿（英语：Zoë Johnston）
  - 制作人：Andrew Bayer, Jono Grant, Tony McGuinness & Paavo Siljamäki；混音师：Jono Grant, Tony McGuinness & Paavo Siljamäki
- 《Go》 - 化学兄弟
  - 制作人：Tom Rowlands & Ed Simons；混音师：Steve Dub Jones & Tom Rowlands
- 《Never Catch Me》 - 飛蓮之音（英语：Flying Lotus） feat. 肯德里克·拉马尔
  - 制作人：Steven Ellison（英语：Flying Lotus）；混音师：Kevin Marques Moo
- 《Runaway (U & I)》 - Galantis
  - 制作人：Linus Eklöw, Christian Karlsson & Svidden；混音师：Linus Eklöw, Niklas Flyckt & Christian Karlsson

最佳舞曲/电子音乐专辑
- 《Skrillex and Diplo Present Jack Ü》 - 史奇雷克斯与迪波洛
- 《Our Love》 - Caribou（英语：Dan Snaith）
- 《Born in the Echoes》 - 化学兄弟
- 《Caracal》 - 解密兄弟
- 《In Colour》 - 傑米xx（英语：Jamie XX）

### 当代器乐类
最佳当代器乐专辑
- 《Sylva》 - Snarky Puppy & Metropole Orkest（英语：Metropole Orkest）
- 《Guitar in the Space Age!》 - 比尔·佛雷赛（英语：Bill Frisell）
- 《Love Language》 - 沃特·凯勒曼（英语：Wouter Kellerman）
- 《Afrodeezia》 - 馬克思·米勒
- 《The Gospel According To Jazz: Chapter IV》 - 寇克·华伦

### 摇滚类
最佳摇滚表演
- 《Don't Wanna Fight》 - 阿拉巴馬雪克樂團（英语：Alabama Shakes）
- 《What Kind of Man》 - 芙蘿倫絲機進份子
- 《Something From Nothing》 - 喷火战机乐队
- 《Ex's & Oh's》 - 艾丽·金
- 《Moaning Lisa Smile》 - Wolf Alice（英语：Wolf Alice）

最佳金属乐表演
- 《Cirice》 - Ghost（英语：Ghost (Swedish band)）
- 《Identity》 - 紅色八月樂團（英语：August Burns Red）
- 《512》 - 上帝羔羊樂團
- 《Thank You》 - 血海七塵（英语：Sevendust）
- 《Custer》 - 滑結樂團

最佳摇滚歌曲
- 《Don't Wanna Fight》
  - 詞曲作者：阿拉巴馬雪克樂團（英语：Alabama Shakes） （阿拉巴馬雪克樂團（英语：Alabama Shakes）演唱）
- 《Ex's & Oh's》
  - 詞曲作者：Dave Bassett & 艾丽·金 （艾丽·金演唱）
- 《Hold Back the River》
  - 詞曲作者：Iain Archer & 詹姆斯·贝 （詹姆斯·贝演唱）
- 《Lydia》
  - 詞曲作者：Richard Meyer, Ryan Meyer & Johnny Stevens （Highly Suspect演唱）
- 《What Kind of Man》
  - 詞曲作者：John Hill, Tom Hull & Florence Welch （芙蘿倫絲機進份子演唱）

最佳摇滚专辑
- 《Drones》 - 缪斯乐队
- 《Chaos and the Calm》 - 詹姆斯·贝
- 《Kintsugi》 - 俏妞的死亡計程車
- 《Mister Asylum》 - Highly Suspect
- 《.5: The Gray Chapter》 - 滑結樂團

### 另类音乐类
最佳另类音乐专辑
- 《Sound & Color》 - 阿拉巴馬雪克樂團（英语：Alabama Shakes）
- 《Vulnicura》 - 比约克
- 《The Waterfall》 - 我的晨装（英语：My Morning Jacket）
- 《Currents》 - Tame Impala（英语：Tame Impala）
- 《Star Wars》 - 威爾可合唱團

### 节奏布鲁斯类
最佳节奏布鲁斯表演
- 《Earned It (Fifty Shades of Grey)》 - The Weeknd
- 《If I Don't Have You》 - 泰瑪·布蕾斯頓（英语：Tamar Braxton）
- 《Rise Up》 - 安德拉·黛
- 《Breathing Underwater》 - 迷樣樂團（英语：Hiatus Kaiyote）
- 《Planes》 - 傑洛米 feat. J·科尔

最佳传统节奏布鲁斯表演
- 《Little Ghetto Boy》 - 萊拉‧海瑟薇（英语：Lalah Hathaway）
- 《He Is》 - 费斯·埃文斯
- 《Let It Burn》 - 潔絲敏·蘇莉雯
- 《Shame》 - 泰瑞斯
- 《My Favorite Part of You》 - 查理·威爾森（英语：Charlie Wilson (singer)）

最佳节奏布鲁斯歌曲
- 《Really Love》
  - 词曲作者：狄安吉羅（英语：D'Angelo） & Kendra Foster （狄安吉羅与先鋒樂團（英语：D'Angelo）演唱）
- 《Coffee》
  - 词曲作者：Brook Davis & Miguel Pimentel（英语：Miguel (singer)） （馬吉爾（英语：Miguel (singer)）演唱）
- 《Earned It (Fifty Shades of Grey)》
  - 词曲作者：Ahmad Balshe, Stephan Moccio, Jason Quenneville & Abel Tesfaye （The Weeknd演唱）
- 《Let It Burn》
  - 词曲作者：Kenny B. Edmonds, 潔絲敏·蘇莉雯 & Dwane M. Weir II （潔絲敏·蘇莉雯演唱）
- 《Shame》
  - 词曲作者：Warryn Campbell, 泰瑞斯·吉布森 & DJ Rogers Jr（泰瑞斯演唱）

最佳当代都市乐专辑
- 《Beauty Behind the Madness》 - The Weeknd
- 《Ego Death》 - The Internet（英语：The Internet (band)）
- 《You Should Be Here》 - Kehlani
- 《Blood》 - 丽昂妮·拉·哈瓦斯（英语：Lianne La Havas）
- 《Wildheart》 - 馬吉爾（英语：Miguel (singer)）

最佳节奏布鲁斯专辑
- 《Black Messiah》 - 狄安吉羅与先鋒樂團（英语：D'Angelo）
- 《Coming Home》 - 利昂·布里奇斯（英语：Leon Bridges）
- 《Cheers to the Fall》 -  安德拉·黛
- 《Reality Show》 - 潔絲敏·蘇莉雯
- 《Forever Charlie》 - 查理·威爾森（英语：Charlie Wilson (singer)）

### 饶舌类
最佳饶舌表演
- 《Alright》 - 肯德里克·拉马尔
- 《Apparently》 - J·科尔
- 《Back to Back》 - 德雷克
- 《Trap Queen》 - Fetty Wap
- 《Truffle Butter》 - 妮琪·米娜 feat. 德雷克 & 小韦恩
- 《All Day》 - 坎耶·韦斯特 feat. 特奧菲盧斯·倫敦（英语：Theophilus London）、艾伦王国（英语：Allan Kingdom） & 保罗·麦卡特尼

最佳饶舌/演唱合作
- 《These Walls》 - 肯德里克·拉马尔 feat. 比拉尔（英语：Bilal (American singer)）、安娜·懷斯（英语：Anna Wise） & Thundercat（英语：Thundercat (musician)）
- 《One Man Can Change the World》 - 大肖恩 feat. 坎耶·韦斯特 & 约翰传奇
- 《Glory》 - 凡夫俗子 & 约翰·传奇
- 《Classic Man》 - Jidenna（英语：Jidenna） feat. 罗曼·吉安亚瑟（英语：Roman GianArthur）
- 《Only》 - 妮琪·米娜 feat. 德雷克、小韦恩 & 克里斯·布朗

最佳饶舌歌曲
- 《Alright》
  - 词曲作者：肯德里克·达克沃斯, Mark Anthony Spears & 法瑞尔·威廉姆斯 （肯德里克·拉马尔演唱）
- 《All Day》
  - 词曲作者：Ernest Brown, Tyler Bryant, 尚恩·库姆斯, Mike Dean,Rennard East, Noah Goldstein, Malik Yusef Jones, Karim Kharbouch,Allan Kyariga（英语：Allan Kingdom）, 肯德里克·拉马尔, 保罗·麦卡特尼, Victor Mensah, Charles Njapa, Che Pope, Patrick Reynolds, Allen Ritter, 坎耶·韦斯特, Mario Winans & Cydel Young （坎耶·韦斯特 feat. 特奧菲盧斯·倫敦（英语：Theophilus London）、艾伦王国（英语：Allan Kingdom） & 保罗·麦卡特尼演唱）
- 《Energy》
  - 词曲作者：Richard Dorfmeister, A·格瑞汉, Markus Kienzl, M. O'Brien, M. Samuels & Phillip Thomas （德雷克演唱）
- 《Glory》
  - 词曲作者：朗尼·林恩, Che Smith & 約翰·史提芬斯 （凡夫俗子 & 约翰·传奇演唱）
- 《Trap Queen》
  - 词曲作者：Tony Fadd & Willie J. Maxwell （Fetty Wap演唱）

最佳饶舌专辑
- 《To Pimp a Butterfly》 - 肯德里克·拉马尔
- 《2014 Forest Hills Drive》 - J·科尔
- 《Compton》 - 德瑞医生
- 《If You're Reading This It's Too Late》  - 德雷克
- 《The Pinkprint》 - 妮琪·米娜

### 乡村类
最佳乡村歌手表演
- 《鄉愁旅人（英语：Traveller (Chris Stapleton album)）》 - 克里斯·特普爾頓
- 《Burning House》 - Cam（英语：Cam (singer)）
- 《Little Toy Guns》 - 凯莉·安德伍德
- 《John Cougar, John Deere, John 3:16》 - 凯斯·艾尔本
- 《Chances Are》 - 黎·安·伍麥克（英语：Lee Ann Womack）

最佳乡村组合/团体表演
- 《Girl Crush》 - 小大城（英语：Little Big Town）
- 《Stay a Little Longer》 - 奥斯本兄弟（英语：Brothers Osborne）
- 《If I Needed You》 - 乔伊+罗利（英语：Joey + Rory）
- 《The Driver》 - 查尔斯·凯利（英语：Charles Kelley） feat. 德克斯·本特利 & 埃里克·帕斯利（英语：Eric Paslay）
- 《Lonely Tonight》 - 布雷克·谢尔顿 feat. 阿什利·門羅（英语：Ashley Monroe）

最佳乡村歌曲
- 《Girl Crush》
  - 词曲作者：Hillary Lindsey, Lori McKenna & Liz Rose （小大城（英语：Little Big Town）演唱）
- 《Chances Are》
  - 词曲作者：Hayes Carll （黎·安·伍麥克（英语：Lee Ann Womack）演唱）
- 《Diamond Rings and Old Barstools》
  - 词曲作者：Barry Dean, Luke Laird & Jonathan Singleton （提姆·麥克羅演唱）
- 《Hold My Hand》
  - 词曲作者：布兰迪·克拉克（英语：Brandy Clark） & Mark Stephen Jones （布兰迪·克拉克（英语：Brandy Clark）演唱）
- 《鄉愁旅人》
  - 词曲作者：克里斯·特普爾頓 （克里斯·特普爾頓演唱）

最佳乡村专辑
- 《鄉愁旅人（英语：Traveller (Chris Stapleton album)）》 - 克里斯·特普爾頓
- 《Montevallo》 - 山姆·亨特（英语：Sam Hunt (musician)）
- 《Pain Killer》 - 小大城（英语：Little Big Town）
- 《The Blade》 - 阿什利·門羅（英语：Ashley Monroe）
- 《Pageant Material》 - 凯茜·玛斯格蕾芙斯（英语：Kacey Musgraves）

### 新世纪音乐类
最佳新世纪音乐专辑
- 《Grace》 - 保罗·阿夫格里诺斯（英语：Paul Avgerinos）
- 《Bhakti Without Borders》 - Madi Das
- 《Voyager》 - 凯瑟琳·德（英语：Catherine Duc）
- 《Love》 - 彼得·卡特尔（英语：Peter Kater）
- 《Asia Beauty》 - 龍笛

### 爵士类
最佳爵士即兴独奏
- 《Cherokee》
  - 独奏：克里斯蒂安·麦克布莱德（英语：Christian McBride）
- 《Giant Steps》
  - 独奏：乔伊·亚历山大（英语：Joey Alexander）
- 《Arbiters of Evolution》
  - 独奏：唐尼·麦卡斯林（英语：Donny McCaslin）
- 《Friend or Foe》
  - 独奏：约书亚·雷德曼（英语：Joshua Redman）
- 《Past Present》
  - 独奏：约翰·斯科菲尔德（英语：John Scofield）

最佳爵士演唱专辑
- 《For One to Love》 - 塞西莉·麦克罗林·萨尔温特（英语：Cécile McLorin Salvant）
- 《Many a New Day: Karrin Allyson Sings Rodgers & Hammerstein》 - 卡琳·艾利森（英语：Karrin Allyson）
- 《Find a Heart》 - 丹妮丝·多纳泰利（英语：Denise Donatelli）
- 《Flirting With Disaster》 - 罗琳·费泽尔
- 《Jamison》 - 杰米森·罗斯（Jamison Ross）

最佳爵士演奏专辑
- 《Past Present》 - 约翰·斯科菲尔德（英语：John Scofield）
- 《My Favorite Things》 - 乔伊·亚历山大（英语：Joey Alexander）
- 《Breathless》 - 泰伦斯·布兰查德（英语：Terence Blanchard） feat. The E-Collective
- 《Covered: Recorded Live at Capitol Studios》 - 罗伯特·格雷瑟（英语：Robert Glaser） & 罗伯特·格雷瑟三重奏
- 《Beautiful Life》 - 吉米·格林（Jimmy Greene）

最佳爵士大乐队专辑
- 《The Thompson Fields》 - 玛利亚·施耐德管弦乐团（英语：Maria Schneider (musician)）
- 《Lines of Color》 - 吉尔·埃文斯计划（Gil Evans Project）
- 《Köln》 - 马歇尔·基尔克斯 & WDR大乐队
- 《Cuba: The Conversation Continues》 - 亚图罗·奥法里尔 & The Afro拉丁爵士管弦乐团
- 《Home Suite Home》 - 帕特里克·威廉姆斯（Patrick Williams）

最佳拉丁爵士专辑
- 《Made in Brazil》 - 伊莲·伊莱亚斯（英语：Eliane Elias）
- 《Suite Caminos》 - 冈萨罗·鲁巴卡巴（英语：Gonzalo Rubalcaba）
- 《Intercambio》 - 韦恩·华莱士拉丁爵士四重奏（Wayne Wallace Latin Jazz Quintet）
- 《Identities are Changeable》 - 米格尔·泽农（英语：Miguel Zenón）

### 福音/当代基督教音乐类
最佳福音表演/歌曲
- 《Wanna Be Happy?》
  - 演唱：柯克·富兰克林（英语：Kirk Franklin）；词曲作者：柯克·富兰克林（英语：Kirk Franklin）
- 《Worth [Live]》
  - 演唱：Anthony Brown & Group Therapy（英语：Anthony Brown (Gospel musician)）；词曲作者：安东尼·布朗（英语：Anthony Brown (Gospel musician)）
- 《Intentional》
  - 演唱：特拉维斯·格林（英语：Travis Greene (musician)）；词曲作者：特拉维斯·格林（英语：Travis Greene (musician)）
- 《How Awesome Is Our God [Live]》
  - 演唱：Israel & Newbreed（英语：Israel Houghton） feat. 约兰达·亚当斯（英语：Yolanda Adams）；词曲作者：Neville Diedericks, 以色列·霍頓（英语：Israel Houghton） & Meleasa Houghton
- 《Worth Fighting For [Live]》
  - 演唱：布莱恩·科特尼·威尔森（英语：Brian Courtney Wilson）；词曲作者：Aaron Lindsey & 布莱恩·科特尼·威尔森（英语：Brian Courtney Wilson）

最佳当代基督教音乐表演/歌曲
- 《Holy Spirit》
  - 演唱：弗兰西斯卡·巴蒂斯特利（英语：Francesca Battistelli）；词曲作者：弗兰西斯卡·巴蒂斯特利（英语：Francesca Battistelli）
- 《Lift Your Head Weary Sinner (Chains)》
  - 演唱：Crowder（英语：Crowder (musician)）；词曲作者：Ed Cash, David Crowder & Seth Philpott
- 《Because He Lives (Amen)》
  - 演唱：马特·马赫（英语：Matt Maher）；词曲作者：马特·马赫（英语：Matt Maher）
- 《Soul on Fire》
  - 演唱：Third Day（英语：Third Day） feat. All Sons & Daughters（英语：All Sons & Daughters）；词曲作者：Tai Anderson, Brenton Brown, David Carr, Mark Lee, Matt Maher & Mac Powell
- 《Feel It》
  - 演唱：TobyMac（英语：TobyMac） feat. Mr. Talkbox（英语：Byron "Mr. Talkbox" Chambers）；词曲作者：Cary Barlowe, David Arthur Garcia & Toby McKeehan

最佳福音专辑
- 《Covered: Alive in Asia [Live] (Deluxe)》 - Israel & Newbreed（英语：Israel Houghton）
- 《Destined To Win [Live]》 - 凯伦·克拉克·谢尔德（英语：Karen Clark Sheard）
- 《Living It》 - 多琳达·克拉克-科尔（英语：Dorinda Clark-Cole）
- 《One Place Live》 - 塔莎·科布斯（英语：Tasha Cobbs）
- 《Life Music: Stage Two》 - 乔纳森·麦克雷诺斯（英语：Jonathan McReynolds）

最佳当代基督教音乐专辑
- 《This Is Not a Test》 - TobyMac（英语：TobyMac）
- 《Whatever the Road》 - 杰森·克拉布（英语：Jason Crabb）
- 《How Can It Be》 - 劳伦·戴格尔（英语：Lauren Daigle）
- 《Saints and Sinners》 - 马特·马赫（英语：Matt Maher）
- 《Love Ran Red》 - 克里斯·汤姆林

最佳福音传统专辑
- 《Still Rockin' My Soul》 - The Fairfield Four
- 《Pray Now》 - Karen Peck and New River
- 《Directions Home (Songs We Love, Songs You Know)》 - Point of Grace

### 拉丁音乐类
最佳拉丁流行专辑
- 《A Quien Quiera Escuchar (Deluxe Edition)》 - 瑞奇·马丁
- 《Terral》 - 保罗·艾波朗
- 《Healer》 - 亚历克斯·古巴（英语：Alex Cuba）
- 《Sirope》 - 亚雷汉德罗·桑斯
- 《Algo sucede》 - 胡丽叶塔·凡内加丝（英语：Julieta Venegas）

最佳拉丁摇滚/都市/另类专辑（投票结果出现并列）
- 《Hasta la Raíz》 - 娜塔丽娅·拉佛卡德（英语：Natalia Lafourcade）
- 《Dale》 - 嘻哈斗牛梗
- 《Amanecer》 - Bomba Estéreo（英语：Bomba Estéreo）
- 《Mondongo》 - La Cuneta Son Machín
- 《Caja De Música》 - Monsieur Periné

最佳墨西哥地区音乐专辑（含德克萨斯州墨西哥音乐）
- 《Realidades - Deluxe Edition》 - Los Tigres del Norte
- 《Mi Vicio Más Grande》 - Banda El Recodo De Don Cruz Lizárraga
- 《Ya Dime Adiós》 - La Maquinaria Norteña
- 《Zapateando》 - Los Cojolites
- 《Tradición, Arte Y Pasión》 - Mariachi Los Camperos De Nati Cano

最佳热带拉丁乐专辑
- 《Son De Panamá》 - Rubén Blades With Roberto Delgado & Orchestra
- 《Tributo A Los Compadres: No Quiero Llanto》 - José Alberto "El Canario" & Septeto Santiaguero
- 《Presente Continuo》 - Guaco
- 《Todo Tiene Su Hora》 - Juan Luis Guerra 4.40
- 《Que Suenen Los Tambores》 - Victor Manuelle

### 美国本土音乐类
最佳美国根源音乐表演
- 《See That My Grave Is Kept Clean》 - Mavis Staples
- 《And Am I Born to Die》 - Béla Fleck & Abigail Washburn
- 《Born to Play Guitar》 - 巴迪·盖伊
- 《City of Our Lady》 - The Milk Carton Kids
- 《Julep》 - Punch Brothers

最佳美国根源音乐歌曲
- 《24 Frames》
  - 词曲作者：Jason Isbell （Jason Isbell表演）
- 《All Night Long》
  - 词曲作者：Raul Malo （The Mavericks表演）
- 《The Cost of Living》
  - 词曲作者：唐·亨利 & Stan Lynch （唐·亨利 & Merle Haggard表演）
- 《Julep》
  - 词曲作者：Chris Eldridge, Paul Kowert, Noam Pikelny, Chris Thile & Gabe Witcher （Punch Brothers表演）
- 《The Traveling Kind》
  - 词曲作者：Cory Chisel, Rodney Crowell & Emmylou Harris （Emmylou Harris & Rodney Crowell表演）

最佳美国本土音乐专辑
- 《Something More Than Free》 – Jason Isbell
- 《The Firewatcher's Daughter》 – 布兰迪·卡莉
- 《The Traveling Kind》 – Emmylou Harris & Rodney Crowell
- 《Mono》 – The Mavericks
- 《The Phosphorescent Blues》 – Punch Brothers

最佳蓝草专辑
- 《The Muscle Shoals Recordings》 – The SteelDrivers
- 《Pocket Full of Keys》 – Dale Ann Bradley
- 《Before the Sun Goes Down》 – Rob Ickes and Trey Hensley
- 《In Session》 – Doyle Lawson & Quicksilver
- 《Man of Constant Sorrow》 – Ralph Stanley and friends

最佳布鲁斯专辑
- 《Born to Play Guitar》 – 巴迪·盖伊
- 《Descendants of Hill Country》 – Cedric Burnside Project
- 《Outskirts of Love》 – Shemekia Copeland
- 《Worthy》 – Bettye LaVette
- 《Muddy Waters 100》 – John Primer 与群星

最佳民俗音乐专辑
- 《Béla Fleck & Abigail Washburn》 – Béla Fleck and Abigail Washburn
- 《Wood, Wire & Words》 – Norman Blake
- 《Tomorrow Is My Turn》 – Rhiannon Giddens
- 《Servant of Love》 – Patty Griffin
- 《Didn't He Ramble》 – Glen Hansard

最佳地区音乐专辑
- 《Go Go Juice》  – Jon Cleary
- 《La La La La》 – Natalie Ai Kamauu
- 《Kawaiokalena》 – Keali'i Reichel
- 《Get Ready》 – The Revelers
- 《Generations》 – Windwalker and the MCW

### 雷鬼类
最佳雷鬼专辑
- 《Strictly Roots》 - Morgan Heritage（英语：Morgan Heritage）
- 《Branches From The Same Tree》 - 洛基·达乌尼（英语：Rocky Dawuni）
- 《The Cure》 - Jah Cure（英语：Jah Cure）
- 《Acousticalevy》 - 巴灵顿·莱维（英语：Barrington Levy）
- 《Zion Awake》 - 卢西亚诺（英语：Luciano (singer)）

### 世界音乐类
最佳世界音乐专辑
- 《Sings》 - 安潔莉克·琪蒂歐
- 《Gilbertos Samba Ao Vivo》 - 吉尔伯托·吉尔（英语：Gilberto Gil）
- 《Music from Inala》 - Ladysmith Black Mambazo与艾拉·斯派拉（英语：Ella Spira）和The Inala Ensemble
- 《Home》 - 安诺舒卡·香卡（英语：Anoushka Shankar）
- 《I Have No Everything Here》 - 宗巴监狱项目（英语：Zomba Prison Project）

### 儿童类
最佳儿童专辑
- 《Home》 - Tim Kubart
- 《¡Come Bien! Eat Right!》 - José-Luis Orozco
- 《Dark Pie Concerns》 - Gustafer Yellowgold
- 《How Great Can This Day Be》 - Lori Henriques
- 《Trees》 - Molly Ledford & Billy Kelly

### 诵读类
最佳诵读专辑（包括诗歌、有声书和故事）
- 《A Full Life: Reflections at Ninety》 - 吉米·卡特
- 《Blood On Snow (Jo Nesbø)》 - 帕蒂·史密斯
- 《Brief Encounters: Conversations, Magic Moments, And Assorted Hijinks》 - 迪克·卡维特（英语：Dick Cavett）
- 《Patience And Sarah (Isabel Miller)》 - 珍妮斯·艾恩 & 简·斯玛特
- 《Yes Please》 - 艾米·波勒（与群星）

### 喜剧类
最佳喜剧专辑
- 《Live At Madison Square Garden》 - 路易·C·K
- 《Back To The Drawing Board》 - 丽莎·兰帕内利（英语：Lisa Lampanelli）
- 《Brooklyn》 - 怀亚特·西奈克（英语：Wyatt Cenac）
- 《Happy.and A Lot》 - 傑·摩爾
- 《Just Being Honest》 - 克雷格·费格斯

### 音乐剧类
最佳音乐剧专辑
- * 《Hamilton》
  - 主唱：Daveed Diggs, Renée Elise Goldsberry, 喬納森·格羅夫, Christopher Jackson, Jasmine Cephas Jones, Lin-Manuel Miranda, Leslie Odom, Jr., Okieriete Onaodowan, Anthony Ramos & Phillipa Soo；制作人：Alex Lacamoire, Lin-Manuel Miranda, Bill Sherman, Ahmir Thompson & Tarik Trotter （词曲作者：Lin-Manuel Miranda）（百老汇原始演出阵容）
- 《一個美國人在巴黎》
  - 主唱：Leanne Cope, Max Von Essen, Robert Fairchild, Jill Paice & Brandon Uranowitz；制作人：Rob Fisher & Scott Lehrer （作曲：乔治·格什温；作词：艾拉·格什温）（百老汇原始演出阵容）
- 《Fun Home》
  - 主唱：Michael Cerveris, Judy Kuhn, Sydney Lucas, Beth Malone & Emily Skeggs；制作人：Philip Chaffin & Tommy Krasker （作曲：Jeanine Tesori；作词：Lisa Kron）（百老汇原始演出阵容）
- 《The King And I》
  - 主唱：Ruthie Ann Miles, Kelli O'Hara, Ashley Park, Conrad Ricamora & 渡邊謙；制作人：David Caddick, David Lai & Ted Sperling （作曲：理察·羅傑斯；作词：奧斯卡·漢默斯坦二世）（百老汇2015年演出阵容）
- 《Something Rotten!》
  - 主唱：Heidi Blickenstaff, Christian Borle, John Cariani, Brian d'Arcy James, Brad Oscar & Kate Reinders；制作人：Kurt Deutsch, Karey Kirkpatrick, Wayne Kirkpatrick, Lawrence Manchester, Kevin McCollum & Phil Reno （词曲作者：Karey Kirkpatrick & Wayne Kirkpatrick）（百老汇原始演出阵容）

### 影视音乐类
最佳影视原声歌曲专辑
- 《格伦·坎贝尔：我就是我（英语：Glen Campbell: I'll Be Me）》 - 群星
- 《嘻哈帝国：第一季》 - 群星
- 《五十度灰》 - 群星
- 《完美音调2》 - 群星
- 《塞尔玛游行》 - 群星

最佳影视原声配乐专辑
- 《鸟人》
  -  作曲：安东尼奥·桑切斯（英语：Antonio Sánchez (drummer)）
- 《模仿游戏》
  -  作曲：亚历山大·德斯普拉
- 《星际穿越》
  -  作曲：漢斯·季默
- 《万物理论》
  -  作曲：约翰·约翰森
- 《爆裂鼓手》
  -  作曲：賈斯汀·赫維玆

最佳影视原声歌曲
- 《Glory》（出自电影《塞尔玛游行》）
  - 词曲作者：朗尼·林恩, Che Smith & 約翰·史提芬斯 （凡夫俗子 & 约翰·传奇演唱）
- 《Earned It (Fifty Shades of Grey)》（出自电影《五十度灰》）
  - 词曲作者：Ahmad Balshe, Stephan Moccio, Jason Quenneville & Abel Tesfaye （The Weeknd演唱）
- 《Love Me like You Do》（出自电影《五十度灰》）
  - 词曲作者：Savan Kotecha, Max Martin, Tove Nilsson, Ali Payami, & Ilya Salmanzadeh （艾丽·高登演唱）
- 《See You Again》（出自电影《速度与激情7》）
  - 词曲作者：Andrew Cedar, Justin Franks, 查理·普斯 & 卡梅伦·托马斯 （维兹·卡利法 feat. 查理·普斯演唱）
- 《Til It Happens to You》（出自电影《猎场（英语：The Hunting Ground）》）
  - 词曲作者：Lady Gaga, Diane Warren （Lady Gaga演唱）

### 作曲/编排类
最佳器乐作曲
- 《The Afro Latin Jazz Suite》
  - 作曲：Arturo O'Farrill （Arturo O'Farrill & The Afro Latin Jazz Orchestra Featuring Rudresh Mahanthappa 演奏）
- 《Civil War》
  - 作曲：Bob Mintzer （Bob Mintzer Big Band 演奏）
- 《Confetti Man》
  - 作曲：David Balakrishnan （Turtle Island Quartet 演奏）
- 《Neil》
  - 作曲：Rich DeRosa （北德克薩斯大學 One O'Clock Lab Band 演奏）
- 《Vesper》
  - 作曲：Marshall Gilkes （Marshall Gilkes & WDR Big Band 演奏）

最佳器乐或无伴奏合唱编排
- 《Dance Of The Sugar Plum Fairy》
  - 编曲：Ben Bram, Mitch Grassi, Scott Hoying, Avi Kaplan, Kirstie Maldonado & Kevin Olusola （Pentatonix表演）
- 《Bruno Mars》
  - 编曲：Paul Allen, Troy Hayes, Evin Martin & J Moss （Vocally Challenged表演）
- 《Do You Hear What I Hear?》
  - 编曲：Armand Hutton （Committed表演）
- 《Ghost Of A Chance》
  - 编曲：Bob James （Bob James & Nathan East表演）
- 《You And The Night And The Music》
  - 编曲：John Fedchock （John Fedchock New York Big Band表演）

最佳伴唱器乐编排
- 《Sue (Or In A Season Of Crime)》
  - 编曲：Maria Schneider （大卫·鲍伊表演）
- 
  - 编曲：Shelly Berg （Lorraine Feather表演）
- 《52nd & Broadway》
  - 编曲：Patrick Williams （Patrick Williams feat. 佩蒂·奧斯丁表演）
- 《Garota De Ipanema》
  - 编曲：Otmaro Ruiz （Catina DeLuna feat. Otmaro Ruiz表演）
- 《When I Come Home》
  - 编曲：Jimmy Greene （Jimmy Greene With Javier Colon表演）

### 包装设计类
最佳唱片包装
- 《Still the King: Celebrating the Music of Bob Wills and His Texas Playboys》
  - 艺术总监：Sarah Dodds, Shauna Dodds & Dick Reeves （Asleep at the Wheel表演）
- 《Alagoas》
  - 艺术总监：Alex Trochut （Alagoas表演）
- 《Bush》
  - 艺术总监：Anita Marisa Boriboon & Phi Hollinger （史努比狗狗表演）
- 《How Big, How Blue, How Beautiful (Deluxe Edition)》
  - 艺术总监：Brian Roettinger （芙萝伦丝机进份子表演）
- 《My Happiness》
  - 艺术总监：Nathanio Strimpopulos & 杰克·怀特 （埃尔维斯·普雷斯利表演）

最佳盒装或特殊限定版包装
- 《The Rise & Fall Of Paramount Records, Volume Two (1928-32)》
  - 艺术总监：Susan Archie, Dean Blackwood & 杰克·怀特 （群星表演）
- 《Beneath The Skin》（豪华套装盒）
  - 艺术总监：Leif Podhajsky （Of Monsters And Men表演）
- 《I Love You, Honeybear》（限定版豪华黑胶唱片）
  - 艺术总监：Sasha Barr & Josh Tillman （Father John Misty表演）
- 《Sticky Fingers》（超级豪华版）
  - 艺术总监：Stephen Kennedy & James Tilley （滚石乐队表演）
- 《30 Trips Around The Sun》
  - 艺术总监：Doran Tyson & Steve Vance （感恩至死表演）
- 《What A Terrible World, What A Beautiful World》（豪华套装盒）
  - 艺术总监：Carson Ellis, Jeri Heiden & Glen Nakasako （The Decemberists表演）

### 内页设计类
最佳专辑内页设计
- 《Love Has Many Faces: A Quartet, A Ballet, Waiting To Be Danced》
  - 内页设计：琼尼·米歇尔 （琼尼·米歇尔表演）
- 《Folksongs Of Another America: Field Recordings From The Upper Midwest, 1937-1946》
  - 内页设计：James P. Leary （群星表演）
- 《Lead Belly: The Smithsonian Folkways Collection》
  - 内页设计：Jeff Place （Lead Belly表演）
- 《Portrait Of An American Singer》
  - 内页设计：Ted Olson （Tennessee Ernie Ford表演）
- 《Songs Of The Night: Dance Recordings, 1916-1925》
  - 内页设计：Ryan Barna （Joseph C. Smith's Orchestra表演）

### 历史类
最佳历史专辑
- 《The Basement Tapes Complete: The Bootleg Series Vol. 11》
  - 合辑制作人：Steve Berkowitz, Jan Haust & Jeff Rosen；母带工程师：Peter J. Moore & Mark Wilder （鲍勃·迪伦与The Band表演）
- 《The Complete Concert By The Sea》
  - 合辑制作人：Geri Allen, Jocelyn Arem & Steve Rosenthal；母带工程师：Jamie Howarth & Jessica Thompson （Erroll Garner表演）
- 《Native North America (Vol. 1): Aboriginal Folk, Rock, And Country 1966–1985》
  - 合辑制作人：Kevin Howes；母带工程师：Greg Mindorff （群星表演）
- 《Parchman Farm: Photographs And Field Recordings, 1947–1959》
  - 合辑制作人：Steven Lance Ledbetter & Nathan Salsburg；母带工程师：Michael Graves （群星表演）
- 《Songs My Mother Taught Me》
  - 合辑制作人：Mark Puryear；母带工程师：Pete Reiniger （Fannie Lou Hamer表演）

### 非古典制作类
最佳非古典录音工程专辑
- 《Sound & Color》
  - 录音工程师：Shawn Everett；母带工程师：Bob Ludwig （阿拉巴馬雪克樂團（英语：Alabama Shakes）表演）
- 《Before This World》
  - 录音工程师：Dave O'Donnell；母带工程师：Ted Jensen （詹姆士·泰勒表演）
- 《Currency Of Man》
  - 录音工程师：Maxime Le Guil；母带工程师：Bernie Grundman （Melody Gardot表演）
- 《Recreational Love》
  - 录音工程师：Greg Kurstin & Alex Pasco；母带工程师：Emily Lazar （鳥與蜜蜂表演）
- 《Wallflower》
  - 录音工程师：史蒂文·普赖斯, Jochem van der Saag & Jorge Vivo；母带工程师：Paul Blakemore （戴安娜·克瑞儿表演）

年度非古典类制作人
- 傑夫·巴斯克
  - 〈Ain't Gonna Drown〉 （艾丽·金歌曲）
  - 〈Burning Doves〉 （米奇·艾可（英语：Mikky Ekko）歌曲）
  - 〈Burning House〉 （卡姆（英语：Cam (singer)）歌曲）
  - 《極度浪漫（英语：Grand Romantic）》 （奈特·瑞斯专辑）
  - 〈Last Damn Night〉 （艾丽·金歌曲）
  - 〈Never Let You Down〉 （Woodkid（英语：Yoann Lemoine） feat. 莱克·利（英语：Lykke Li）歌曲）
  - 〈Runaway Train〉 （卡姆歌曲）
  - 《Uptown Special》 （马克·朗森专辑）
- Dave Cobb
  - 《Delilah》 （安德森·伊斯特（英语：Anderson East）专辑）
  - 《Little Neon Limelight》 （Houndmouth专辑）
  - 〈Smoke〉 （A Thousand Horses歌曲）
  - 《Something More Than Free》 （杰森·伊斯贝尔专辑）
  - 《Southernality》 （A Thousand Horses专辑）
  - 《3》 （HoneyHoney专辑）
  - 《鄉愁旅人》 （克里斯·特普爾頓专辑）
- 迪波洛
  - 〈B**** I'm Madonna〉 （麦当娜 feat. 妮琪·米娜歌曲）
  - 〈Doctor Pepper〉 （迪波洛 feat. CL, Riff Raff（英语：Riff Raff (rapper)） & OG Maco歌曲）
  - 〈Golden〉 （崔维·麦考伊 feat. 希雅歌曲）
  - 〈Lean On〉 （Major Lazer feat. MØ & DJ Snake歌曲）
  - 《Peace Is The Mission》 （Major Lazer专辑）
  - 《Skrillex And Diplo Present Jack Ü》 （史奇雷克斯与迪波洛专辑）
  - 〈Where Are Ü Now〉（史奇雷克斯与迪波洛 和 贾斯汀·比伯歌曲）
- Larry Klein
  - 《Currency Of Man》 （Melody Gardot专辑）
  - 《Freedom & Surrender》 （Lizz Wright专辑）
  - 《Heartland》 （Indra Rios-Moore专辑）
  - 《I'm Leaving You》 （Florence K专辑）
  - 《Parker's Place》 （Parker Bent专辑）
  - 《Speaking In Tongues》 （Luciana Souza专辑）
  - 《Tenderness》 （JD Souther专辑）
- Blake Mills
  - 《Sound & Color》 （阿拉巴馬雪克樂團（英语：Alabama Shakes）专辑）

最佳非古典重混制作
- 〈放克名流〉 (Dave Audé Remix)
  - 重混：Dave Audé； （马克·朗森Feat. 布鲁诺·马尔斯表演）
- 〈Berlin By Overnight〉 (CFCF Remix)
  - 重混：CFCF； （Daniel Hope表演）
- 〈Hold On〉 (Fatum Remix)
  - 重混：Bill Hamel & Chad Newbold； （JES with Shant & Clint Maximus表演）
- 〈Runaway (U & I)〉 (Kaskade Remix)
  - 重混：Ryan Raddon； （Galantis表演）
- 〈Say My Name〉 (RAC Remix)
  - 重混：André Allen Anjos； （Odesza feat. Zyra表演）

### 立体声制作类
最佳立体声专辑
- 《Amused To Death》
  - 立体声混音工程师：James Guthrie；立体声母带工程师：James Guthrie & Joel Plante；立体声制作人：James Guthrie （罗杰·沃特斯表演）
- 《Amdahl: Astrognosia & Aesop》
  - 立体声混音工程师：Morten Lindberg；立体声母带工程师：Morten Lindberg；立体声制作人：Morten Lindberg （Ingar Heine Bergby & 挪威广播管弦乐团（英语：Norwegian Radio Orchestra）表演）
- 《Magnificat》
  - 立体声混音工程师： Morten Lindberg；立体声母带工程师：Morten Lindberg；立体声制作人：Morten Lindberg （Øyvind Gimse, Anita Brevik, Nidarosdomens Jentekor & TrondheimSolistene表演）
- 《肖斯塔科维奇：第7号交响曲》
  - 立体声混音工程师：Erdo Groot；立体声母带工程师：Erdo Groot；立体声制作人：Philip Traugott （Paavo Järvi & 俄罗斯国家管弦乐团表演）
- 《Spes》
  - 立体声混音工程师：Morten Lindberg；立体声母带工程师：Morten Lindberg；立体声制作人：Morten Lindberg （Tove Ramlo-Ystad & Cantus表演）

### 古典制作类
最佳古典录音工程专辑
- 《Ask Your Mama》
  - 录音工程师：Leslie Ann Jones, John Kilgore, Nora Kroll-Rosenbaum & Justin Merrill；母带工程师：Patricia Sullivan （George Manahan & 旧金山芭蕾管弦乐团表演）
- 《杜替耶：Métaboles; L'Arbre Des Songes; Symphony No. 2, 'Le Double'》
  - 录音工程师：Dmitriy Lipay；母带工程师：Alexander Lipay （Ludovic Morlot, Augustin Hadelich & 西雅图交响乐团（英语：Seattle Symphony）表演）
- 《蒙特威尔第: Il Ritorno D'Ulisse In Patria》
  - 录音工程师：Robert Friedrich；母带工程师：Michael Bishop （Martin Pearlman, Jennifer Rivera, Fernando Guimarães & 波士顿巴洛克乐团（英语：Boston Baroque）表演）
- 《拉赫玛尼诺夫: All-Night Vigil》
  - 录音工程师：Beyong Joon Hwang & John Newton；母带工程师：Mark Donahue （Charles Bruffy, Phoenix Chorale & 堪萨斯城合唱团（英语：Kansas City Chorale）表演）
- 《聖桑: Symphony No. 3, 'Organ'》
  - 录音工程师：Keith O. Johnson & Sean Royce Martin；母带工程师：Keith O. Johnson （Michael Stern & 堪萨斯城交响乐团（英语：Kansas City Symphony）表演）

年度古典制作人
- Judith Sherman
  - 《Ask Your Mama》 （George Manahan & San Francisco Ballet Orchestra） 
  - 《Fields: Double Cluster; Space Sciences》 （Jan Kučera, Gloria Chuang & Moravian Philharmonic Orchestra） 
  - 《Liaisons - Re-Imagining Sondheim From The Piano》 （Anthony de Mare） 
  - 《Montage - Great Film Composers & The Piano》 （Gloria Cheng） 
  - 《Multitude, Solitude》 （Momenta Quartet） 
  - 《Of Color Braided All Desire - Music Of Eric Moe》 （Christine Brandes, Brentano String Quartet, Dominic Donato, Jessica Meyer, Karen Ouzounian, Manhattan String Quartet & Talujon） 
  - 《Rzewski: The People United Will Never Be Defeated!》 （Ursula Oppens） 
  - 《Sirota: Parting The Veil - Works For Violin & Piano》 （David Friend, Hyeyung Julie Yoon, Laurie Carney & Soyeon Kate Lee） 
  - 《Turina: Chamber Music For Strings & Piano》 （Lincoln Trio）
- Blanton Alspaugh
  - 《Hill: Symphony No. 4; Concertino Nos. 1 & 2; Divertimento》 （Peter Bay, Anton Nel & Austin Symphony Orchestra）
  - 《Rachmaninoff: All-Night Vigil》 （Charles Bruffy, Phoenix Chorale & Kansas City Chorale）
  - 《Sacred Songs Of Life & Love》 （Brian A. Schmidt & South Dakota Chorale）
  - 《Spirit Of The American Range》 （Carlos Kalmar & The Oregon Symphony）
  - 《Tower: Violin Concerto; Stroke; Chamber Dance》 （Giancarlo Guerrero, Cho-Liang Lin & Nashville Symphony）
- Manfred Eicher
  - 《Franz Schubert》 （András Schiff）
  - 《Galina Ustvolskaya》 （Patricia Kopatchinskaja, Markus Hinterhäuser & Reto Bieri）
  - 《Moore: Dances & Canons》 （Saskia Lankhoorn）
  - 《Rihm: Et Lux》 （Paul Van Nevel, Minguet Quartet & Huelgas Ensemble）
  - 《Visions Fugitives》 （Anna Gourari）
- Marina A. Ledin, Victor Ledin
  - 《Dances For Piano & Orchestra》 （Joel Fan, Christophe Chagnard & Northwest Sinfonietta）
  - 《Tempo Do Brasil》 （Marc Regnier）
  - 《Woman At The New Piano》 （Nadia Shpachenko）
- Dan Merceruio
  - 《Chapí: String Quartets 1 & 2》 （Cuarteto Latinoamericano）
  - 《From Whence We Came》 （Ensemble Galilei）
  - 《Gregson: Touch》 （Peter Gregson）
  - 《In The Light Of Air - ICE Performs Anna Thorvaldsdottir》 （International Contemporary Ensemble）
  - 《Schumann》 （Ying Quartet）
  - 《Scrapyard Exotica》 （Del Sol String Quartet）
  - 《Stravinsky: Petrushka》 （Richard Scerbo & Inscape Chamber Orchestra）
  - 《What Artemisia Heard》 （El Mundo）
  - 《ZOFO Plays Terry Riley》 （ZOFO）

### 古典类
最佳管弦乐演奏
- 《肖斯塔科维奇：在斯大林的阴影下 - 第10号交响曲》
  - 指挥：Andris Nelsons （波士顿交响乐团表演）
- 《布鲁克纳：第4号交响曲》
  - 指挥：曼弗雷德·霍內克 （匹兹堡交响乐团（英语：Pittsburgh Symphony Orchestra）表演）
- 《杜替耶：Métaboles; L'Arbre Des Songes; Symphony No. 2, 'Le Double'》
  - 指挥：Ludovic Morlot （西雅图交响乐团（英语：Seattle Symphony）表演）
- 《Spirit Of The American Range》
  - 指挥：Carlos Kalmar （俄勒冈交响乐团（英语：Oregon Symphony）表演）
- 《周龙 & 陈怡：交响乐 “虎门1839”》
  - 指挥：Darrell Ang （新西兰交响乐团表演）

最佳歌剧唱片
- 《拉威爾：L'Enfant Et Les Sortilèges; Shéhérazade》
  - 指挥：小泽征尔；主唱：Isabel Leonard；制作人：Dominic Fyfe （斋藤纪念管弦乐团；松本斋藤纪念音乐节（英语：Saito Kinen Festival Matsumoto）合唱团 & 松本斋藤纪念音乐节儿童合唱团）
- 《雅纳切克：Jenůfa》
  - 指挥：Donald Runnicles；主唱：Will Hartmann, Michaela Kaune & Jennifer Larmore；制作人：Magdalena Herbst （德意志歌剧院管弦乐团；德意志歌剧院合唱团）
- 《蒙特威尔第：Il Ritorno D'Ulisse In Patria》
  - 指挥：Martin Pearlman；主唱：Fernando Guimarães & Jennifer Rivera；制作人：Thomas C. Moore （波士顿巴洛克乐团（英语：Boston Baroque））
- 《莫扎特：后宫诱逃》
  - 指挥：Yannick Nézet-Séguin；主唱：Diana Damrau, Paul Schweinester & 羅蘭多·比利亞松；制作人：Sid McLauchlan （欧洲室内管弦乐团（英语：Chamber Orchestra of Europe））
- 《Steffani: Niobe, Regina Di Tebe》
  - 指挥：Paul O'Dette & Stephen Stubbs；主唱：Karina Gauvin & Philippe Jaroussky；制作人：Renate Wolter-Seevers （波士顿早期音乐节（英语：Boston Early Music Festival）管弦乐团）

最佳合唱表演
- 《拉赫玛尼诺夫：All-Night Vigil》
  - 指挥：Charles Bruffy （Paul Davidson, Frank Fleschner, Toby Vaughn Kidd, Bryan Pinkall, Julia Scozzafava, Bryan Taylor & Joseph Warner; 菲尼克斯合唱团（英语：Phoenix Chorale） & 堪萨斯城合唱团（英语：Kansas City Chorale））
- 《贝多芬：庄严弥撒》
  - 指挥：伯纳德·海廷克；合唱指挥：Peter Dijkstra （Anton Barachovsky, Genia Kühmeier, Elisabeth Kulman, Hanno Müller-Brachmann & Mark Padmore; 巴伐利亞廣播交響樂團；巴伐利亞廣播合唱团）
- 《蒙特威尔第：Vespers Of 1610》
  - 指挥：Harry Christophers （Jeremy Budd, Grace Davidson, Ben Davies, Mark Dobell, Eamonn Dougan & Charlotte Mobbs; The Sixteen）
- 《巴勃罗·聂鲁达 - The Poet Sings》
  - 指挥：Craig Hella Johnson （James K. Bass, Laura Mercado-Wright, Eric Neuville & Lauren Snouffer; Faith DeBow & Stephen Redfield; Conspirare）
- 《Paulus: Far In The Heavens》
  - 指挥：Eric Holtan （Sara Fraker, Matthew Goinz, Thea Lobo, Owen McIntosh, Kathryn Mueller & Christine Vivona; True Concord Orchestra; True Concord Voices）

最佳室内乐/小团体表演
- 《Filament》
  - Eighth Blackbird
- 《勃拉姆斯: The Piano Trios》
  - Tanja Tetzlaff, 克里斯蒂安·特茲拉夫 & Lars Vogt
- 《Flaherty: Airdancing For Toy Piano, Piano & Electronics》
  - Nadia Shpachenko & Genevieve Feiwen Lee
- 《Render》
  - Brad Wells & Roomful Of Teeth
- 《肖斯塔科维奇：钢琴五重奏 & 第2号弦乐四重奏》
  - Takács Quartet & Marc-André Hamelin

最佳古典器乐独奏
- 《杜替耶：Violin Concerto, L'Arbre Des Songes》
  - Augustin Hadelich；指挥：Ludovic Morlot （西雅图交响乐团（英语：Seattle Symphony））
- 《格里格 & 莫什科夫斯基：Piano Concertos》
  - Joseph Moog；指挥：Nicholas Milton （萨尔布吕肯-凯撒斯劳滕德意志广播爱乐乐团（英语：Deutsche Radio Philharmonie Saarbrücken Kaiserslautern））
- 《莫扎特：Keyboard Music, Vol. 7》
  - Kristian Bezuidenhout
- 《Rachmaninov Variations》
  - Daniil Trifonov （费城管弦乐团）
- 《Rzewski: The People United Will Never Be Defeated!》
  - Ursula Oppens （Jerome Lowenthal）

最佳古典声乐独唱专辑
- 《Joyce & Tony - Live From Wigmore Hall》
  - Joyce DiDonato；伴奏：Antonio Pappano
- 《贝多芬：An Die Ferne Geliebte；海顿：English Songs；莫扎特：Masonic Cantata》
  - Mark Padmore；伴奏：Kristian Bezuidenhout
- 《Nessun Dorma - The Puccini Album》
  - Jonas Kaufmann；指挥：Antonio Pappano （Kristīne Opolais, Antonio Pirozzi & Massimo Simeoli; Coro Dell'Accademia Nazionale Di Santa Cecilia; 圣塞西利亚国立学院管弦乐团（英语：Orchestra dell'Accademia Nazionale di Santa Cecilia））
- 《Rouse: Seeing; Kabir Padavali》
  - Talise Trevigne；指挥：David Alan Miller （Orion Weiss; 奥尔巴尼交响乐团（英语：Albany Symphony Orchestra））
- 《St. Petersburg》
  - 切奇莉亚·巴托莉；指挥：Diego Fasolis （I Barocchisti）

最佳古典简编
- 《Paulus: Three Places Of Enlightenment; Veil Of Tears & Grand Concerto》
  - 指挥：Giancarlo Guerrero；制作人：Tim Handley
- 《As Dreams Fall Apart - The Golden Age Of Jewish Stage And Film Music (1925-1955)》
  - New Budapest Orpheum Society；制作人：Jim Ginsburg
- 《Ask Your Mama》
  - 指挥：George Manahan；制作人：Judith Sherman
- 《亨德尔：快樂、哀愁和中庸，1740》
  - 指挥：Paul McCreesh；制作人：Nicholas Parker
- 《Woman At The New Piano》
  - Nadia Shpachenko；制作人：Marina A. Ledin & Victor Ledin

最佳当代古典乐作曲
- 《Paulus: Prayers & Remembrances》
  - 作曲：Stephen Paulus （Eric Holtan, True Concord Voices & Orchestra）
- 《Barry: The Importance Of Being Earnest》
  - 作曲：Gerald Barry （Thomas Adès, Barbara Hannigan, Katalin Károlyi, Hilary Summers, Peter Tantsits & Birmingham Contemporary Music Group）
- 《Norman: Play》
  - 作曲：Andrew Norman （Gil Rose & Boston Modern Orchestra Project）
- 《Tower: Stroke》
  - 作曲：Joan Tower （Giancarlo Guerrero, 林昭亮 & Nashville Symphony）
- 《Wolfe: Anthracite Fields》
  - 作曲：Julia Wolfe （Julian Wachner, The Choir Of Trinity Wall Street & Bang On A Can All-Stars）

### 音乐录影带/音乐电影类
最佳音乐录影带
- 《Bad Blood》 - 泰勒·斯威夫特 feat. 肯德里克·拉马尔
  - 影片导演：Joseph Kahn；影片制作人：Ron Mohrhoff
- 《LSD》 - ASAP Rocky
  - 影片导演：Dexter Navy；影片制作人：Shin Nishigaki
- 《I Feel Love (Every Million Miles)》 - The Dead Weather（英语：The Dead Weather）
  - 影片导演：Cooper Roberts & Ian Schwartz；影片制作人：Candice Dragonas & Nathan Scherrer
- 《Alright》 - 肯德里克·拉马尔
  - 影片导演：The Little Homies & Colin Tilley；影片制作人：Brandon Bonfiglio, Dave Free, Andrew Lerios & Luga Podesta
- 《Freedom》 - 法瑞尔·威廉姆斯
  - 影片导演：Paul Hunter；影片制作人：Candice Dragonas & Nathan Scherrer

最佳音乐电影
- 《Amy》 - 艾米·怀恩豪斯
  - 影片导演：Asif Kapadia；影片制作人：James Gay-Rees
- 《Mr. Dynamite: The Rise Of James Brown》 - 詹姆士·布朗
  - 影片导演：Alex Gibney；影片制作人：Peter Afterman, Blair Foster, Mick Jagger & Victoria Pearman
- 《Sonic Highways》 - 喷火战机乐队
  - 影片导演：戴夫·格罗尔；影片制作人：John Cutcliffe, John Silva, Gaby Skolnek & Kristen Welsh
- 《What Happened, Miss Simone?》 - 妮娜·西蒙
  - 影片导演：Liz Garbus；影片制作人：Liz Garbus, Amy Hobby, Jayson Jackson & Justin Wilkes
- 《The Wall》 - 罗杰·沃特斯
  - 影片导演：Sean Evans & Roger Waters；影片制作人：Clare Spencer & Roger Waters

## 多项提名及获奖者
以下列出获得最多提名及获奖者：

### 多项提名
11项提名：
- 肯德里克·拉马尔

7项提名：
- 泰勒·斯威夫特
- The Weeknd

5项提名：
- 马科斯·马丁

4项提名：
- 芙萝伦丝机进份子
- Tom Coyne
- 德雷克
- Serban Ghenea
- John Hanes

### 多项获奖
5项获奖：
- 肯德里克·拉马尔

3项获奖：
- 泰勒·斯威夫特
- 阿拉巴馬雪克樂團（英语：Alabama Shakes）